# Revolución obrera
La revolución proletaria o revolución obrera es una revolución de clase social en la que el proletariado intenta derrocar de su posición a la clase dominante mediante la toma del gobierno y las demás instituciones políticas. Es un concepto con un importante componente ideológico (socialista, anarquista o sindicalista)

## Historia del fenómeno durante el siglo XX
La revolución bolchevique de Rusia en octubre de 1917 ha sido históricamente el ejemplo más trascendente de revolución proletaria, sin perjuicio de sus múltiples y diferentes valoraciones ideológicas e historiográficas. La revolución china y el pensamiento maoísta introdujeron la reivindicación del componente campesino, que en el leninismo estaba claramente definido como menos revolucionario; pasando a ser habitual la expresión revolución obrera y campesina, que se extendió por otros países del Tercer mundo, con un sector industrial muy poco desarrollado.

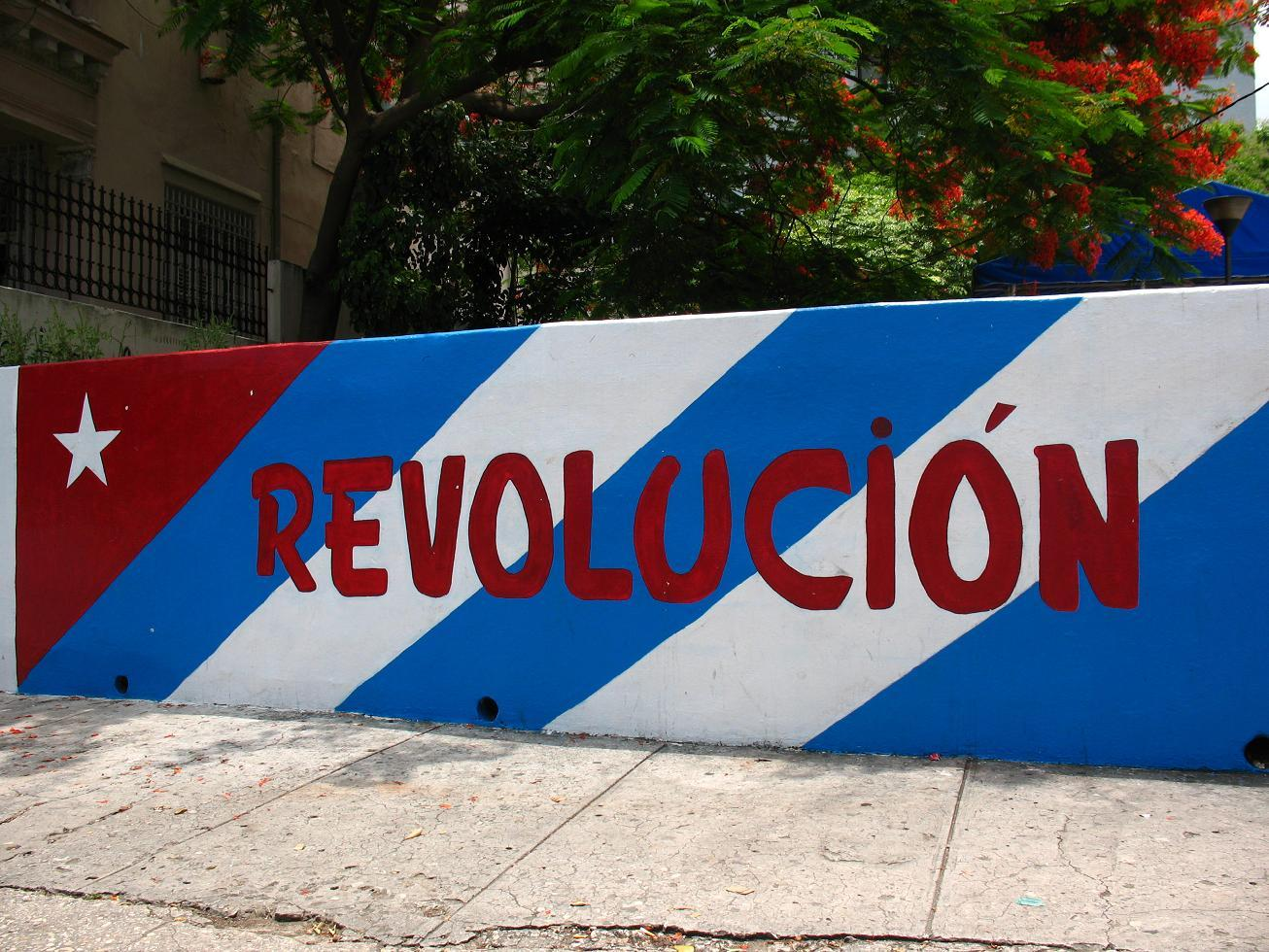
Cartel de propaganda de la Revolución cubana.

En la interpretación del marxismo, la revolución proletaria se produciría a través de la toma del poder por el proletariado, una vez que se hubieran puesto de manifiesto las contradicciones inherentes al sistema capitalista que conducen a una separación radical entre una minoría de capitalistas y una mayoría de proletarios que habrían de alcanzar conciencia de clase. Una vez tomado el poder, llegaría la fase de dictadura del proletariado en la que los proletarios tomarían el control de los medios de producción y del aparato del Estado. Teóricamente, cuando se hubiera conseguido una sociedad sin clases (sociedad comunista), el Estado sería innecesario, pues se habría conseguido formar al hombre nuevo socialista. El mecanismo concreto de la toma del poder no viene prefijado por el pensamiento de Karl Marx, y es objeto de adaptación por Lenin en su teoría del partido de la vanguardia revolucionaria y apoyado por Trotski. Antonio Gramsci propugnó la revolución proletaria a través de la síntesis del movimiento proletario y el combate a la que denominaba hegemonía cultural del capitalismo.
En la interpretación del sindicalismo revolucionario y del anarcosindicalismo, la revolución proletaria se produciría por mecanismos ajenos a los de la acción política convencional -partidos políticos o elecciones-, que han sido interpretados de muy distinta manera: desde la utilización de los mecanismos como movilizaciones de protesta masiva y reivindicación más o menos espontáneas u organizadas, en algunos casos, de la denominada propaganda por el hecho.